# Randa Mahmoud
Pour les articles homonymes, voir Mahmoud.
Randa Mahmoud (en arabe : رنده محمود) est une haltérophile handisport égyptienne née le 20 août 1987.

## Carrière
Randa Mahmoud est médaillée d'argent aux Jeux paralympiques d'été de 2008 dans la catégorie des moins de 75 kg, aux Jeux paralympiques d'été de 2012 dans la catégorie des moins de 82,5 kg ainsi qu'aux Jeux africains de 2015.
Elle remporte la médaille d'or dans la catégorie des moins de 86 kg aux Jeux paralympiques d'été de 2016.